# Abelardo Sánchez León
Abelardo José Carlos Sánchez-León Ledgard (Lima, 17 de febrero de 1947) es un sociólogo, poeta, escritor, periodista, columnista y profesor universitario peruano.

## Biografía
Sus padres fueron Abelardo Sánchez León y Sara María Ledgard Jiménez, hija del banquero Carlos Ledgard Neuhaus. Estudió secundaria en el Markham College y, luego ingresó a la Pontificia Universidad Católica del Perú, de la que obtuvo el grado de bachiller en Ciencias sociales en 1972, y de licenciatura en 1979. En 1974, hizo una maestría en la Universidad de París X Nanterre.
En 1966, obtuvo el primer premio de los Juegos Florales de la Universidad Católica. En 1980, obtuvo la Beca Guggenheim otorgada por la John Simon Guggenheim Memorial Foundation y, en 1989, la Fulbright del Programa Fulbright.
Fue vicepresidente de DESCO y director de la Revista Quehacer, hasta su desaparición en 2014. Además, fue coordinador de la especialidad de periodismo y posteriormente jefe de departamento de la Facultad de Comunicaciones de la Pontificia Universidad Católica del Perú (PUCP). Actualmente es profesor principal de la misma facultad.

## Obras

### Poesía
- El Tumulto del Sueño (2022)[1][2][3]
- El habitante del desierto (2016)[4]
- Grito bajo el agua. (2013)[5]
- El mundo en una gota de rocío. (2000)[6]
- Oh túnel de la herradura. (1995)
- Antiguos papeles. (1987)
- Nueva poesía. (Antología) (1985)
- Buen lugar para morir. (1984)
- Oficio de sobreviviente. (1980)
- Peru, the new poetry. (Antología) (1977)
- Rastro de caracol (1977)
- Estos 13. (Antología) (1973)
- Habitaciones Contiguas. (1972)
- Poesía peruana 1970. (Antología) (1970)
- Poemas y ventanas cerradas. (1969)[7]

### Novelas
- Soldado de Dios. Lumen/Penguin Random House Grupo Editorial, (2019)[8][9]
- Resplandor de noviembre. Penguin Random House Grupo Editorial Perú, (2012).[10]
- El hombre de la azotea. (2008)
- El tartamudo. (2000)
- La soledad del nadador. (1996)
- Por la puerta falsa. (1991)

### Crónicas y ensayos
- El viaje del salmón. (2005)
- La balada del gol perdido: Lima, la seducción de la nostalgia. (1998)
- Fútbol: identidad, violencia & racionalidad. (1997)
- Historia del voleybol femenino peruano. (1992)
- El laberinto de la ciudad: Políticas urbanas del Estado, 1950-1979 (junto a Julio Calderón Cockburn). (1987)
- Risa y cultura en la televisión peruana. (1984)
- Tugurización en Lima metropolitana. (1979)